# Suddenly Yours
Suddenly Yours es el primer álbum de estudio de la banda estadounidense de pop/rock, Allstar Weekend lanzado bajo el sello Hollywood Records,  el 19 de octubre de 2010.
El álbum es precedido por el sencillo principal, "Dance Forever", publicado el 7 de junio de 2010. El segundo single digital del álbum, "Come Down With Love" fue lanzado el 19 de septiembre de 2010.

## Antecedentes
El 30 de agosto de 2010, Allstar Weekend cantó "Dance Forever" y "The Weekend" en vivo en el programa de televisión estadounidense Good Morning America. Después de la actuación, confirmó que su álbum debut, titulado Suddenly Yours sería lanzado el 19 de octubre de 2010. El primer sencillo del álbum, "Come Down with Love", fue lanzado el 19 de septiembre; su vídeo de musical el 21 de septiembre.
Junto con las siete canciones de su EP debut, Suddenly, como así cuatro nuevas pistas incluyendo su nuevo sencillo, "Come Down with Love", se incluyeron un total de once canciones en el álbum.

## Promoción
El 30 de agosto de 2010, Allstar Weekend tocó "Dance Forever " y "The Weekend" en vivo en Good Morning America. Además, estuvieron en la exitosa serie de Disney Channel, "Sonny with a Chance". Ellos ya han completado su segunda gira "The Suddenly Yours Tour". Su tercera es la gira "Glamour Kills", como cabeza "The Ready Set", y con "The Downtown Fiction" y "We Are The In Crowd". La gira comenzó el 23 de febrero de 2011 en Indianápolis.

## Lista de canciones
| Nº | Título                        | duración |
| -- | ----------------------------- | -------- |
| 1  | Come Down With Love           | 3:05     |
| 2  | Hey, Princess                 | 3:18     |
| 3  | Dance Forever                 | 3:41     |
| 4  | Catching Up                   | 2:48     |
| 5  | A Different Side Of Me        | 3:08     |
| 6  | Here with You                 | 3:07     |
| 7  | Amy                           | 3:45     |
| 8  | Clock Runs Out                | 3:22     |
| 9  | Can't Sleep Tonight           | 3:35     |
| 10 | Journey to the End of My Life | 2:51     |
| 11 | The Weekend                   | 3:17     |

## Personal
- Voz principal - Zach Porter
- Guitarra principal - Nathan Darmody
- Bajo - Cameron Quiseng
- Batería y percusión - Michael Martínez

## Sencillos
El primer sencillo del álbum, "Dance Forever " fue lanzado el 7 de junio de 2010.
El segundo sencillo del álbum, "Come Down with Love", se estrenó en Radio Disney el 17 de septiembre de 2010. El video musical también se estrenó en Disney Channel dos días después, el 19 de septiembre de 2010. Allstar Weekend presentó la canción en la serie de Disney Channel Sonny with a Chance cuando fue estrella invitada en el show, el episodio fue transmitido el 17 de octubre de 2010.

## Videos musicales
"Dance Forever" - video oficial de Allstar Weekend para "Dance Forever" tiene lugar en una casa de hoy en día con la banda tocando junto a la piscina a lo que parece ser una de las partes. Nathan Darmody, el guitarrista tiene la voz de apertura con la banda tocando en el césped junto a la piscina. Al mismo tiempo que la banda está tocando también hay actividades de muchas cosas, como saltar a la piscina, hula hula, y baile. Luego se vuelve de la noche y en ese momento la banda sigue tocando. El video termina con las luces iluminando a la banda, ya que terminan la canción. El video fue filmado en Woodland Hills, California el 20 de mayo de 2010.
"Come Down With Love" - video oficial Allstar Weekend para "Come Down With Love" comienza con banda cantando en la parte superior de una Van. Después de reunirse con un grupo de amigos de la banda, junto con sus amigos conducen a la playa. Se les ve cantando en la playa, así como salpican en el agua y pasar un buen rato. A eso de 2:00 minutos en el vídeo se pone el sol y se oscurece y la banda sigue cantando. Esto es similar a lo sucedido en el video musical "Dance Forever". El video termina con Zach Porter, el cantante, en un coche azul en la playa cantando la letra de cierre.

## Gráficas
| Gráficas                     | Posición más alta |
| ---------------------------- | ----------------- |
| Estados Unidos Billboard 200 | 197               |